# Bałaleja
Bałaleja (bułg. Балалея) – wieś w Bułgarii, w obwodzie Gabrowo, w gminie Drjanowo. Wieś wymarła.